# Christopher Uckermann
Christopher von Uckermann (Mexico City, 21. listopada 1986.) je meksički glumac i pjevač, najpoznatiji kao član sastava RBD.

## Glumačka karijera
Christopher Alexander Luis Casillas von Uckermann, poznatiji kao Ucker, kao dječak glumi u serijama kao što su El diario de Daniela. Nakon toga, 2002. počinje glumiti u seriji Amigos X Siempre s poznatom španjolskom pjevačicom Belindom. 2004. postaje dio glumačke ekipe serije Rebelde gdje je glumio jednog od glavnih likova Diega Bustamantea, sina moćnog političara Leona Bustamantea. Serija je imala 440 epizoda i postala je planetarno popularna. Nakon završetka snimanja serije 2006. surađeje sa svojim kolegom na novom filmu.

## Glazbena karijera
Tijekom snimanja serije Rebelde stvoren je sastav RBD čiji je član bio i Christopher. Sastav doživljava nezapamćen svjetski uspjeh te Christopher postaje velika zvijezda među svim generacijama. Također je skladao neke pjesme za sastav. Nakon raspada sastava, Chrisopher se okreće solo karijeri te je objavio singl Lght Up The World Tonight. Samostalni album Somos je izdao 16. studenoga 2010. godine.

## Diskografija
- Somos (2010.)

s RBD
- 2004.: Rebelde (album)
- 2005.: Nuestro Amor
- 2006.: Celestial
- 2006. – 2007.: Rebels
- 2007.: Empezar Desde Cero
- 2008.: Best of RBD
- 2009.: Para Olvidarte De Mi